# Konrad Heidkamp
Konrad Heidkamp, Konny (Düsseldorf,  1905. szeptember 27. – München, 1994. március 6.) válogatott német labdarúgó, hátvéd és edző. 

## Pályafutása

### Klubcsapatban
Konrad Heidkamp 1925-től 1928-ig a Düsseldorfer SC 99 játékosa volt. 1928-tól 1937-ig az FC Bayern München hátvédjeként játszott, és töltötte be a csapatkapitány szerepét. A bajorok mezében 1932-ben megnyerte a német bajnokságot.

### A válogatottban
1927 és 1930 között kilenc mérkőzésen lépett pályára a német válogatottban, melyek során hátvédként egy gólt is szerzett. Részt vett az 1928. évi nyári olimpiai játékokon.

### Edzőként
1943 és 1945 között az FC Bayern München edzője volt.